# Evangelisches Museum Oberösterreich

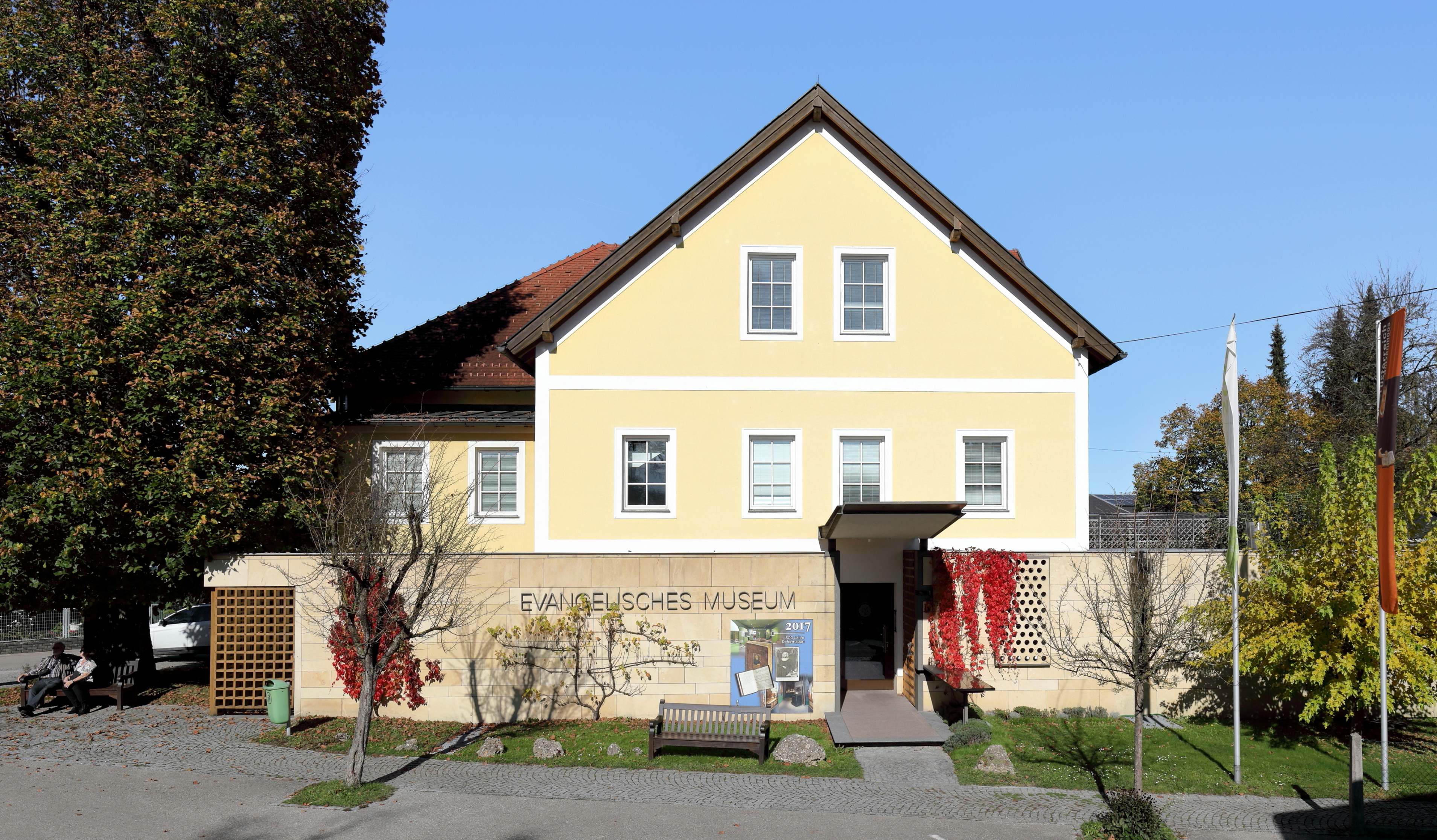
Evangelisches Museum in Rutzenmoos

Das Evangelische Museum Oberösterreich befasst sich mit der Geschichte der 
Evangelischen in Oberösterreich. Es entstand Ende des 20. Jahrhunderts und befindet sich in der alten denkmalgeschützten Volksschule von Rutzenmoos in der Marktgemeinde Regau im Bezirk Vöcklabruck in Oberösterreich.

## Geschichte

### Geschichte der evangelischen Schule in Rutzenmoos
Mit dem Bau des Schulhauses der evangelischen Kirchengemeinde Rutzenmoos wurde 1839 begonnen. Es bestand aus einem einzigen Klassenraum sowie einer Lehrerwohnung und kostete 3.000 Gulden. Die Schule erhielt 1871 das Öffentlichkeitsrecht, musste 1906 umgebaut und auf zwei Klassen erweitert werden. Der Herzog von Cumberland stiftete zur Eröffnung ein Harmonium. 1927 besuchten 45 Knaben und 64 Mädchen die Schule. Ab 1938 wurde die Schule auf Antrag des NS-Ortsschulrates zur öffentlichen Schule. 1946 wurden 142 Schüler, darunter 27 Flüchtlinge unterrichtet. Das Objekt diente noch bis zur Eröffnung einer neuen vierklassigen Volksschule im Jahr 1996 als Schulgebäude.

### Geschichte des evangelischen Museums in Rutzenmoos
Langjährige Planungen für ein Museum der Geschichte des Protestantismus in Oberösterreich konkretisierten sich 1991 mit der Festlegung auf das Volksschulgebäude in Rutzenmoos, für das ab 1995 eine adäquate Nachnutzung gefunden werden musste.
Die Auswahl des Standortes ergab sich maßgeblich aus der historischen Prägung von Rutzenmoos, wo sich im Ortskern ein Ensemble von evangelischem Gotteshaus, Pfarrhaus und Schulgebäude erhalten hatte. Die Objekte wurden im Wesentlichen im 19. Jahrhundert errichtet, während die evangelische Tradition im Ort deutlich länger zurückreicht.
Mit der architektonischen Planung der Restaurierung und Revitalisierung des alten Schulgebäudes wurde Peter Kuglstätter beauftragt. Gleichzeitig beschäftigten mehrere Gremien auch mit der inhaltlichen Erstellung und Umsetzung eines Museumskonzepts. Als erster Obmann des 1995 auf Initiative des damaligen evangelischen Superintendenten in Oberösterreich, Hansjörg Eichmeyer gegründeten Museumsvereins fungierte Roland Juranek. Die Sammlung und Auswahl der Ausstellungsobjekte und die Zusammenführung zu einem inhaltlich stimmigen Ganzen oblag Günter Merz. Ausstellungsdesign, visuelle Gestaltung der Objekt-Ensembles und dramaturgische Gesamtinszenierung wurden Experten wie Waltraud Pichler und Daniel Pascal übertragen.
Nach der Adaptierung als Museumsgebäude mit Fördermitteln des Landes Oberösterreich und der evangelischen Kirchleitung sowie privaten Mitteln wurde das Evangelische Museum Oberösterreich am 16. September 2000 feierlich eröffnet.

### Geschichte der evangelischen Gemeinde Rutzenmoos
Rutzenmoos zählt zu den neun oberösterreichischen Toleranzgemeinden, die sich bereits 1782, ein Jahr nach Erlass des Toleranzpatents durch Kaiser Josef II., öffentlich zum jahrhundertelang, teilweise im Geheimen, gepflegten protestantischen Glauben bekannten. Mit der Errichtung des öffentlichen Rutzenmooser Bethauses wurde 1783 der Grundstein für die freie Religionsausübung gelegt.
In der Folge entstanden weitere Pfarrgemeinden beispielsweise in Attersee am Attersee, Gmunden, Vöcklabruck, Schwanenstadt, Lenzing-Kammer, Stadl-Paura und Timelkam. Tochtergründen erfolgten weiter entfernt in Salzburg, Hallein, Braunau am Inn und Innsbruck. Zur Pfarrgemeinde Rutzenmoos zählende Gläubige wohnen nach wie vor verstreut in Teilgebieten der politischen Gemeinden Regau, Attnang-Puchheim, Desselbrunn, Ohlsdorf, Pinsdorf, Aurach am Hongar und Schörfling am Attersee.

## Räumlichkeiten
Die Räumlichkeiten des Museums verteilten sich auf vier Ebenen und sind barrierefrei angelegt. Vom Foyer führt der Rundgang zunächst in den Keller zu einer Multimedia-Show über die Reformation und dann über eine Wendeltreppe in die Ausstellungsräume im Erdgeschoß und im ersten Stock. Der zweite Stock dient ausschließlich als Veranstaltungs- und Kommunikationsraum. Aktuell (2017) werden 13 Räume auf drei Etagen genutzt.
Inhaltlich bietet das Museum einen Überblick zur protestantischen Kirchen- und Religionsgeschichte in Oberösterreich. Beginnend mit der Rezeption der lutherischen Theologie in Oberösterreich spannt sich der Bogen über die Unterdrückung während der Gegenreformation und dem über fünf Generationen dauernden Geheimprotestantismus zum Toleranzpatent. Weitere Schwerpunkte sind die Höhen und Tiefen des evangelischen Lebens im 19. und 20. Jahrhundert, der Weg der Reformation durch Europa und die Bedeutung des Buchdrucks für die Ausbreitung der Reformation. Die Gestaltung einer Schulklasse erinnert an die ursprüngliche Funktion des Museumsgebäudes als evangelische Volksschule.

## Sammlung

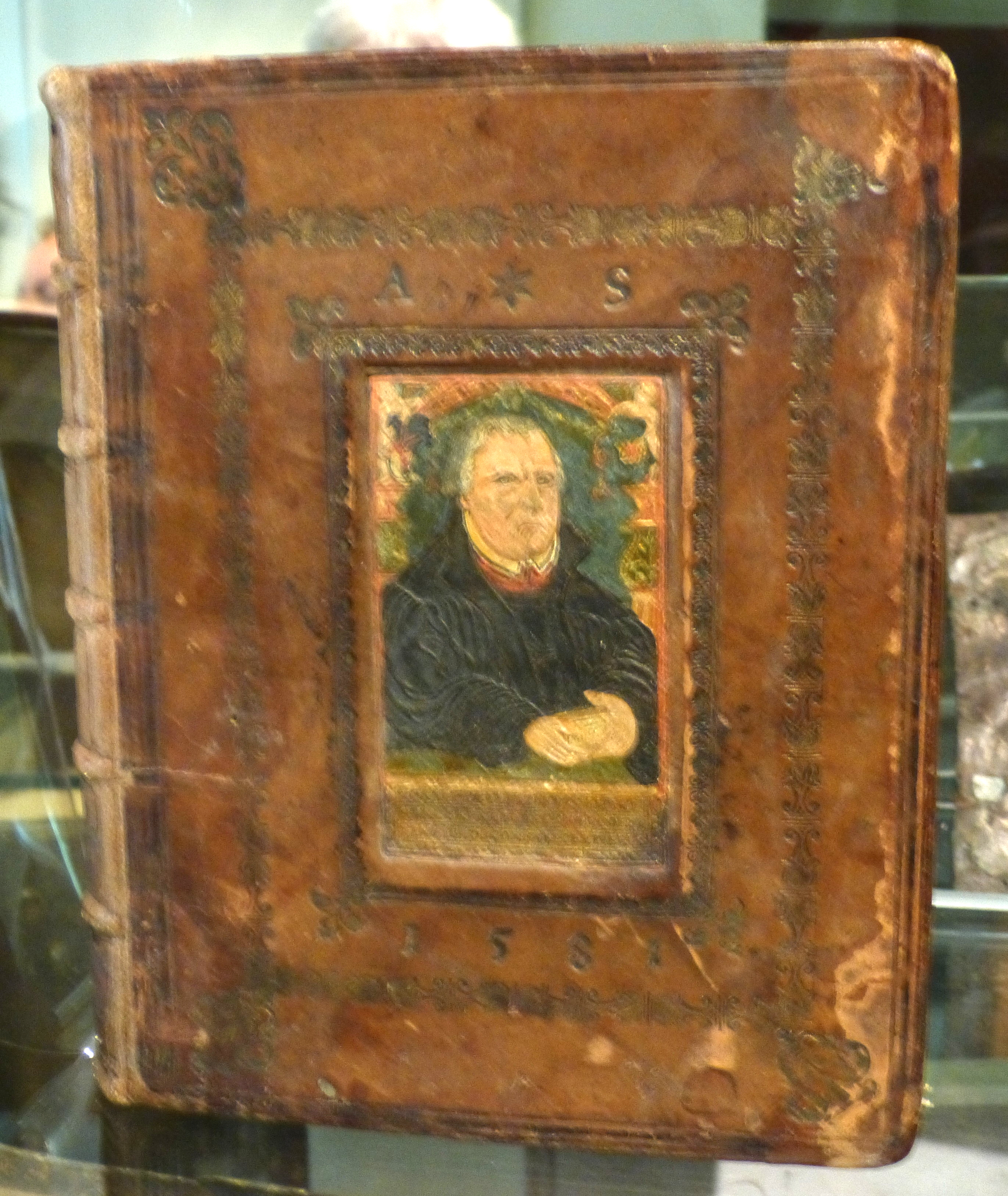
Sog."Landhausbibel" – Neues Testament (1579) mit Lutherporträt auf dem Einband

Die Sammlung wurde sukzessive zusammengetragen und enthält u. a. wertvolle Exponate aus der Büchersammlung des Superintendenten Friedrich Koch (1838 bis 1929), aus dem kleinen Bibelmuseum in Rutzenmoos, aus den Archiven der evangelischen Pfarrgemeinden sowie aus Privatbesitz.

## Ausstellungen und Veranstaltungen
Das Evangelische Museum Oberösterreich war von 2006 bis 2010 jährlich Ort von Sonderausstellungen. 2010 war das Museum auch Standort der Oberösterreichischen Landesausstellung Renaissance und Reformation. Das ergänzende Veranstaltungsprogramm wurde über die Jahre zu einem Kulturprogramm mit jährlich mehreren Veranstaltungen ausgebaut.
- Der oberösterreichische Bauernkriegsführer Stefan Fadinger (2006)
- Wanderausstellung Dem Rad in die Speichen fallen zum Leben Dietrich Bonhoeffers (2006)
- Bibel-Kostbarkeiten mit Leihgaben der Stifte Schlägl und Kremsmünster (2007)
- Kostbarkeiten mit weiteren Leihgaben aus dem Stift Kremsmünster (2008)
- Kostbarkeiten u. a. mit Originalexponaten zum Leben der Landler in Siebenbürgen (2009)
- Fröhliche Auferstehung (2010)

## Museumsverein
Betreiber des Evangelischen Museums Oberösterreich ist ein Trägerverein. Dem Gründungsobmann Roland Juranek folgte 2006 Ulrike Eichmeyer-Schmid nach, die auch die Funktion der Museumsleiterin ausübt.